# 扶桑教
扶桑教（ふそうきょう）は、散在する富士講を結集し1873年（明治6年）に設立した「富士一山講社」に起源をもつ教派神道の一派である。角行より始まる身禄派富士道の系統とされる。

## 概要
駿河国富士郡（現・富士宮市）の浅間神社（現在の富士山本宮浅間大社）の官選初代宮司で、山梨県北口の浅間神社（現在の北口本宮冨士浅間神社）の社司も兼務した宍野半（ししのなかば）が、その宮司時代である1873年（明治6年）に各地の富士講を結集する富士一山講社設立の運動を起こし、9月9日、吉田口から入山する身禄派「一山講」を中心として結集し「富士一山講社」となる。吉田口から入山する身禄派以外に、須走口、大宮口、村山口、須山口などの富士講諸派の包括を方針とした。関東の有力な富士講や吉田・須走の御師が指導的立場に立った。
1875年（明治8年）に「富士一山教会」と改称。1876年（明治9年）2月に太祠を建立し、「扶桑教会」と改称。扶桑教会の基盤ができると宍野半は、宮司などを辞任し扶桑教に力を絞る。
1882年（明治15年）、扶桑教が教派神道の一派として独立し、経典『扶桑教』を刊行。
1884年（明治17年）5月13日、宍野半が死亡すると、神宮教の神宮大麻・神宮暦の内紛があった際に宍野が尽力したため、神宮教の初代管長の田中頼庸が扶桑教管長事務取扱を兼務した。1894年（明治27年）に、成長した宍野健丸が二世管長に就任する。

## 歴代教祖および管長
- 創始者 冨士道開祖 藤原角行東覚
- 中興元祖 伊藤食行身禄
- 教祖初代管長[5]（富士道第七世） 宍野半（ししのなかば）
- 二世管長（富士道第八世） 宍野健丸（たけまる）
- 三世管長（富士道第九世） 宍野健弌（けんいち）
- 四世管長（富士道第十世） 宍野健之（たけゆき）
- 五世管長（富士道第十一世） 杉山一太郎（すぎやまいちたろう）
- 六世管長（富士道第十二世）[2] 宍野史生（ふみお）

## 所在地

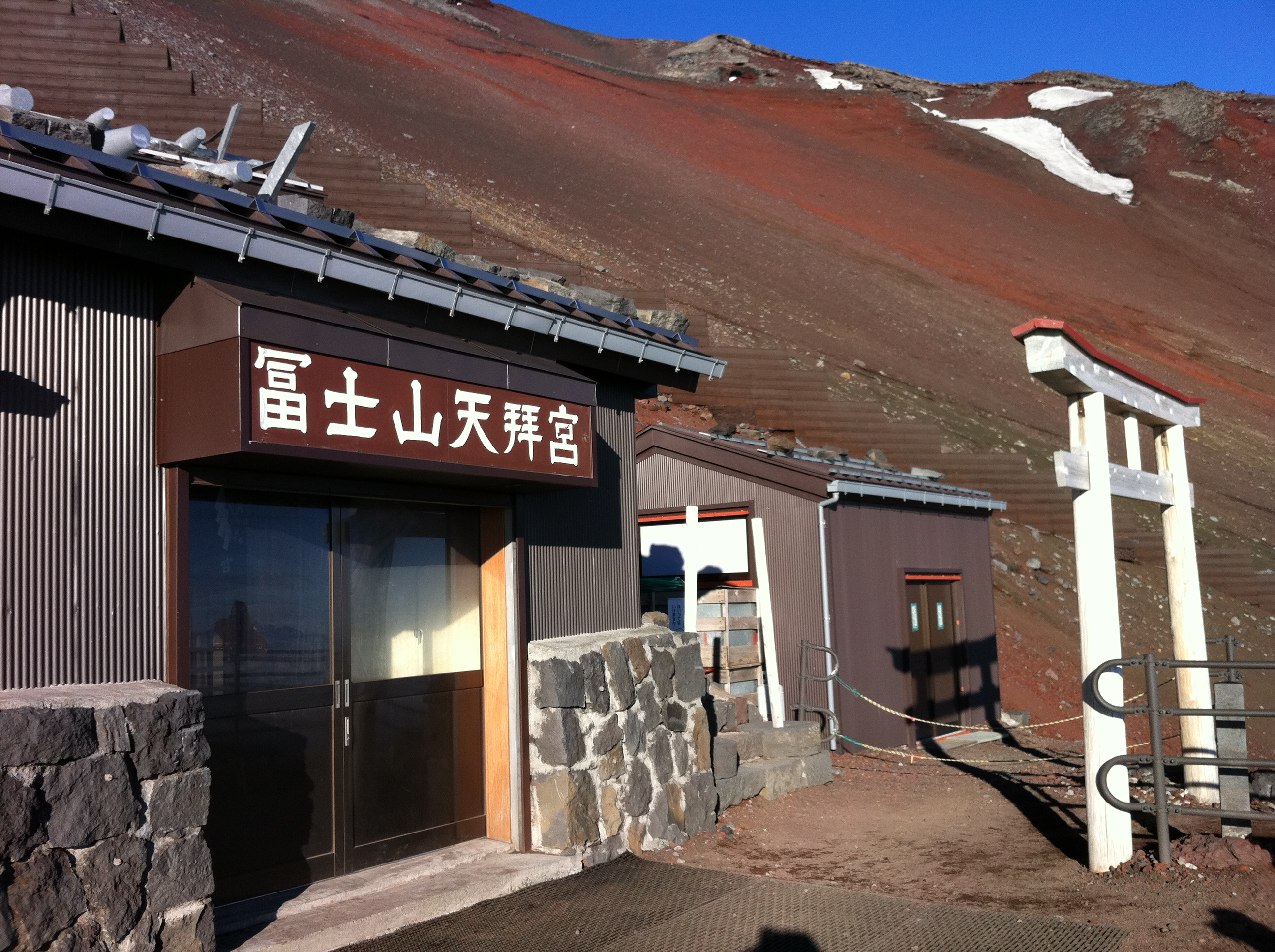
富士山天拝宮

太祠（たいし）
住所：東京都世田谷区松原1-7-20
大教庁（包括宗教法人本部）が置かれる中心施設。当初は東京府東京市芝区神明町（現在の東京都港区浜松町）にあった。2018年（平成30年）、富士塚である「松原富士」が戦火で焼け落ちて以来73年ぶりに復興した。
元祠（げんし）
住所：山梨県富士吉田市上吉田1
北口本宮冨士浅間神社の隣にある、扶桑教立教の地。
冨士山天拝宮（ふじさんてんぱいぐう）
住所：山梨県富士吉田市（吉田口登山道八合目）
富士山吉田口八合目、元祖室の隣に鎮座。元は富士山頂上金明水脇に鎮座していたが、明治の神仏分離により現在地に遷座した。通常、富士山本宮浅間大社奥宮の「開山祭」（7月10日）ごろから北口本宮冨士浅間神社で行われる「吉田の火祭鎮火祭」（8月26日）ごろまで開かれている。
烏帽子岩神社（えぼしいわじんじゃ）
住所：山梨県富士吉田市（吉田口登山道八合目）
冨士山天拝宮の奥に鎮座。烏帽子岩は食行身禄が断食修行により入定した霊跡である。冨士山天拝宮によって管理されている。